# 倪豪士
倪豪士（英語：William H. Nienhauser, Jr.，1943年—），美国汉学家，主要从事中国古代文学（尤其是唐朝文学）的研究。

## 生平
倪豪士早年曾参军，并在陆军语言学校学习中文。此后就读于印第安纳大学，先后获学士（1966年）、硕士（1968年）、博士（1972年）学位。他师从柳无忌，博士论文题为《〈西京杂记〉中的文学和历史》。1968年至1969年间他曾前往德国波恩大学访学。博士毕业后，倪豪士赴威斯康星大学任教。1979年升任副教授，1983年升任教授。1980至1983年间，任东亚语言文学系主任。1995年起，任Halls-Bascom中国古典文学讲座教授。他还曾先后兼任国立台湾大学客座教授，日本京都大学研究教授、中国社会科学院比较文学研究中心客座研究员等。他与欧阳桢（Eugene Eoyang）等人发起创办了《中国文学》（Chinese Literature: Essays, Articles, Reviews）期刊并于1979至2010年间长期担任主编一职。2003年获颁德国洪堡研究奖。